# Диплокаулус
Диплокаулус (лат. Diplocaulus) — вымершее примитивное четвероногое из группы тонкопозвонковых, входящее в семейство Diplocaulidae отряда нектридий (Nectridea). Диплокаулус известен по ископаемым остаткам из отложений Северной Америки и Африки, относящихся к периоду с позднего карбона по позднюю пермь (306,95—254,17 млн лет назад).
Наиболее заметный признак — расширенная в виде бумеранга голова. Выросты образованы таблитчатыми и чешуйчатыми костями. Череп очень плоский. Рот маленький, нижняя челюсть не связана с боковыми выростами. Кости нёба прирастают к мозговой коробке, развиты ямы между крыловидными костями. Тело плоское, расширенное (почти листовидной формы). Конечности короткие. Хвост описывают как короткий, но на изображениях полного скелета изображают длинным, почти бичевидным. У близкого рода Keraterpeton хвост длинный. Назначение выростов черепа остается неясным. По одной из гипотез, это защита от проглатывания более крупными хищниками. Другая теория предполагает использование «бумеранга» как своеобразного крыла для плавания.

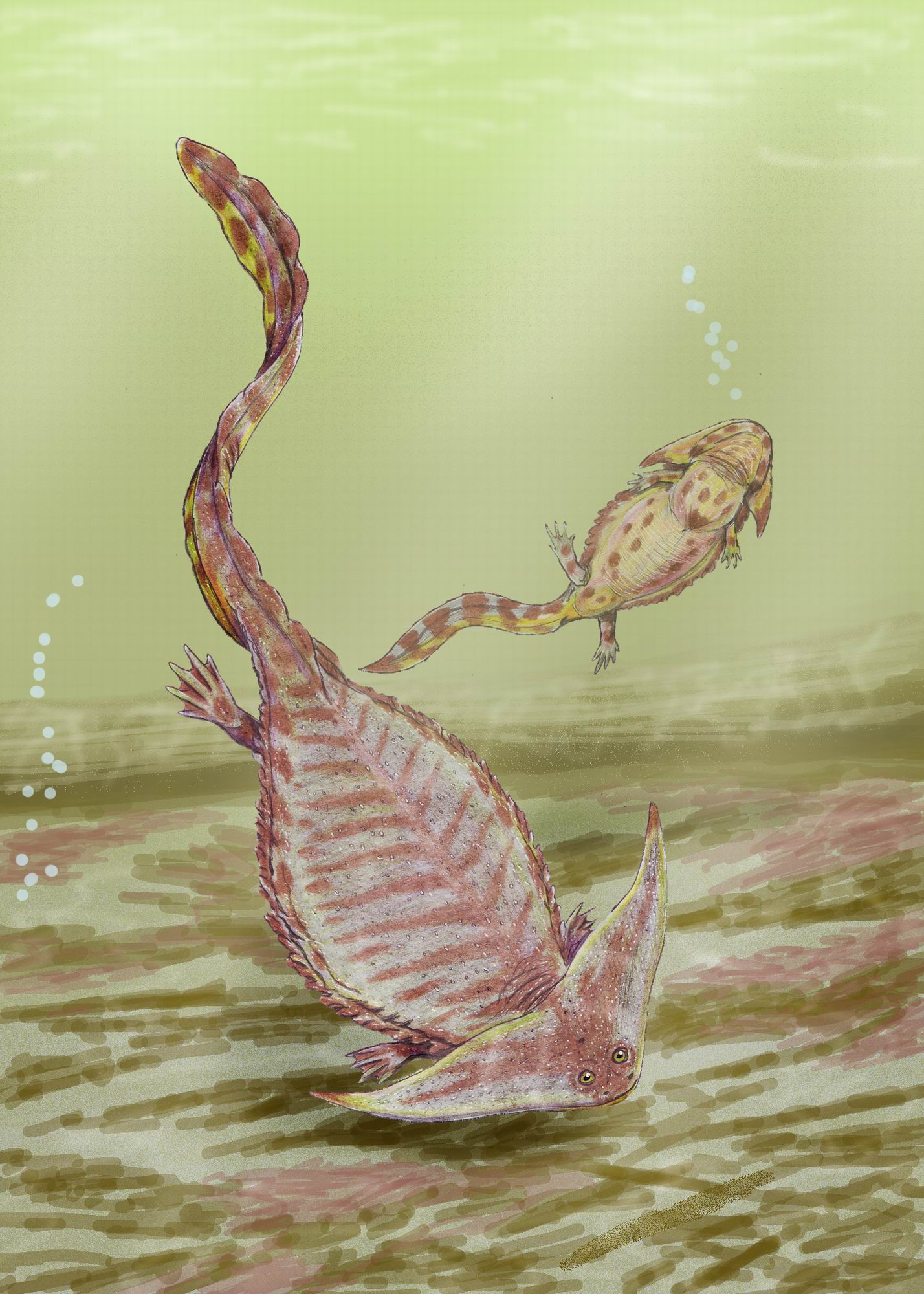
Диплокаулусы из фауны Вале (конец ранней перми) в Техасе

Плавание, вероятно, осуществлялось с помощью хвоста, хотя иногда высказывается предположение, что диплокаулус и близкие к нему животные плавали, изгибая плоское тело вверх-вниз. Следует отметить, что общая форма тела этих животных скорее всего, соответствует малоподвижному придонному образу жизни. Не исключено, что диплокаулус мог маскироваться под опавшие листья папоротников и птеридоспермов, при условии наличия соответствующей окраски.

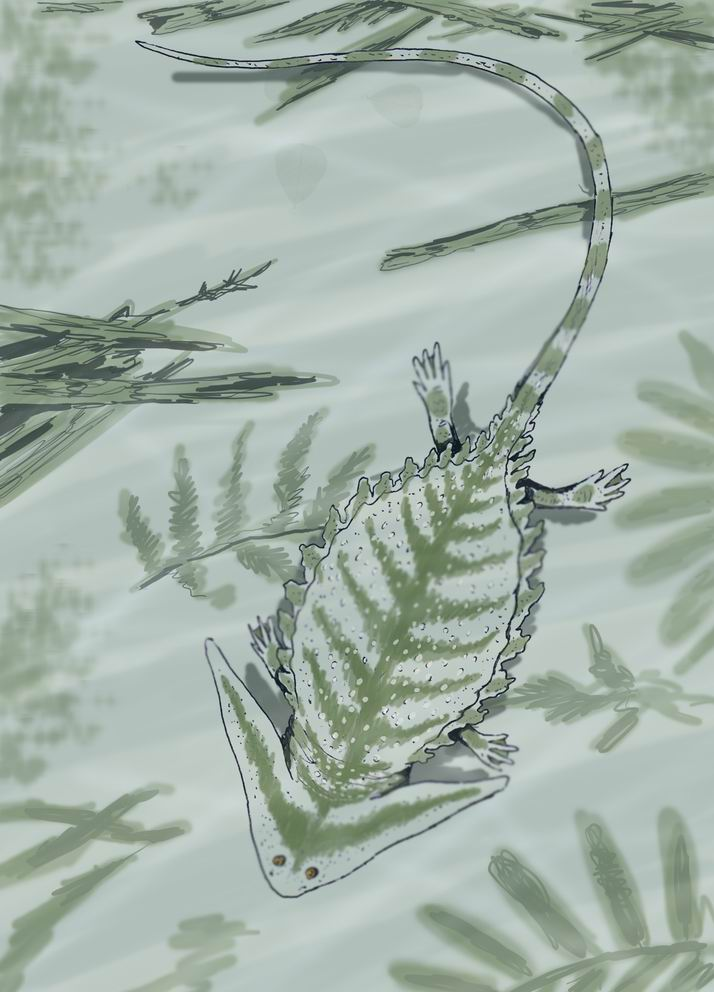
Diplocaulus magnicornis

## Классификация
Род Diplocaulus описан Э. Д. Коупом в 1877 году из ранней перми Техаса. Типовой вид — D. salamandroides, наиболее известен вид D. magnicornis. Размах крыльев черепа последнего вида достигал 34 см, что соответствует общей длине до 1 метра. Примерно 9 видов диплокаулусов известны из позднего карбона — средней перми Северной Америки (Иллинойс, Техас, Оклахома) и Северной Африки. Близкий род Diploceraspis с единственным видом D. burkei описан А. Ромером из ранней перми Огайо.